# Kazimierz Ignacy Leszczyński
Kazimierz Ignacy Leszczyński herbu Wieniawa (ur. 1663 we Lwowie, zm. w 1730) – kasztelan lwowski w latach 1724–1730, starosta kamionacki w 1685 roku, starosta winnicki i mostowski w 1694 roku, pułkownik królewski w 1694 roku.
Poseł sejmiku bracławskiego na sejm 1683 roku, poseł sejmiku średzkiego na sejm zwyczajny 1692/1693 roku, poseł na sejm 1685 roku. Poseł województwa poznańskiego i województwa kaliskiego na sejm 1693 roku. Poseł na sejm konwokacyjny 1696 roku z województwa poznańskiego, po zerwanym sejmie konwokacyjnym przystąpił do kofederacji generalnej w 1696 roku. Elektor Augusta II Mocnego z bracławskiego. W 1705 roku potwierdził pacta conventa Stanisława Leszczyńskiego. Został pochowany w podziemiach kościoła jezuitów w Stanisławowie.